# Orthogonis complens
Orthogonis complens là một loài ruồi trong họ Asilidae. Orthogonis complens được Walker miêu tả năm 1859. Loài này phân bố ở miền Australasia.